# Grosser Preis des Kantons Aargau 1991
Il Grosser Preis des Kantons Aargau 1991, ventottesima edizione della corsa, si svolse il 5 maggio su un percorso di 206 km, con partenza e arrivo a Gippingen. Fu vinto dal belga Sammie Moreels della Lotto-Superclub davanti ai suoi connazionali Étienne De Wilde e Rudy Verdonck.

## Ordine d'arrivo (Top 10)
| Pos. | Corridore            | Squadra               | Tempo    |
| ---- | -------------------- | --------------------- | -------- |
| 1    | Sammie Moreels       | Lotto-Superclub       | 5h20'35" |
| 2    | Étienne De Wilde     | Histor-Sigma          | s.t.     |
| 3    | Rudy Verdonck        | Weinmann-Eddy Merckx  | s.t.     |
| 4    | Adriano Baffi        | Ariostea              | s.t.     |
| 5    | Christophe Capelle   | Z-Peugeot             | s.t.     |
| 6    | Jocelyn Jolidon      | Mosaco-Chazal-Eurocar | s.t.     |
| 7    | Kai Hundertmarck     | Histor-Sigma          | s.t.     |
| 8    | Rolf Järmann         | Weinmann-Eddy Merckx  | s.t.     |
| 9    | Jean-Claude Leclercq | Helvetia-La Suisse    | s.t.     |
| 10   | Daniel Hirs          | Mosaco-Chazal-Eurocar | s.t.     |